# 채널갈등
채널갈등(channel conflict)은 제조업체(브랜드)가 일반 마케팅 방식과 인터넷을 통해 자신들의 제품들을 직접 소비자에 판매함으로써 배급업체, 소매업체, 가맹업, 판매 대리자 등 자신들의 채널 파트너들을 중개 소멸시킬 때 발생한다.
일부 제조업체들은 자신들의 브랜드를 위해 온라인 시장 포착을 원하지만 다른 배급 채널들과의 갈등을 불러일으키고 싶지는 않아한다. 미국 상무부의 인구조사국에 따르면 2005년 온라인 판매가 2004년 대비 24.6% 성장하였다고 보고했다. 이와 비교해 총 소매 판매량은 2004년 대비 2005년 7.2퍼센트 성장했다. 이 수치들을 보면 온라인 마켓플레이스가 제조업체들을 매료시켰지만 기존 채널 관계에 위해를 주지 않고 참여하는 방법에 관한 의문을 드높였다는 것을 알 수 있다.